# Емельянов, Анатолий Георгиевич
Анатолий Георгиевич Емельянов — советский футболист, нападающий.
В «Торпедо» (Москва) пришёл в 1928 году (тогда команда называлась РДПК — «Рабочий дворец „Пролетарская кузница“», позднее «АМО» и «ЗиС»).
24 мая 1938 года провёл первый матч в чемпионате СССР против команды «Спартак» Москва (2:3). 28 мая забил свой первый мяч в чемпионате СССР в ворота команды «Спартак» Ленинград (1:2). В июне забил ещё два мяча в ворота команд «Серп и Молот» Москва (2:0) и «Динамо» Тифлис (1:2). По окончании сезона потерял место в составе.
В 1942 году, находясь в эвакуации, перешёл в созданную команду «Торпедо» (Миасс).

## Достижения
Чемпионат Москвы по футболу
- серебряный призёр (2): 1934 (о), 1935 (о)
- бронзовый призёр: 1934 (в)

## Ссылка
- Профиль на сайте FootballFacts.ru